# Juré
Juré – miejscowość i gmina we Francji, w regionie Owernia-Rodan-Alpy, w departamencie Loara.
Według danych na rok 1990 gminę zamieszkiwało 208 osób, a gęstość zaludnienia wynosiła 17 osób/km² (wśród 2880 gmin regionu Rodan-Alpy Juré plasuje się na 1419 miejscu pod względem liczby ludności, natomiast pod względem powierzchni na miejscu 960).